# Iglesia Roja (Bulgaria)
La Iglesia Roja (en búlgaro: Червена църква) es una gran basílica cristiana en parte conservada del período romano tardío (principios del período bizantino) en el centro sur de Bulgaria. Data de finales de los siglos quinto o sexto y la iglesia se encuentra cerca de la ciudad de Perushtitsa en el oeste de la provincia de Plovdiv, a unos 15 kilómetros (9,3 millas) al suroeste de la ciudad de Plovdiv. La Iglesia Roja es un raro ejemplo de la construcción de ladrillo macizo en una iglesia de la Antigüedad tardía, en Bulgaria, y fue el color rojo de los ladrillos lo que dio el nombre a la iglesia. 
Probablemente construida en tiempos del emperador Anastasio I (491-518), la Iglesia Roja originalmente medía 32,70 por 25,90 metros (107,3 por 85,0 pies).